# Штврток на Острву
Штврток на Острву (слч. Štvrtok na Ostrove, мађ. Csütörtök) насељено је мјесто са административним статусом сеоске општине (слч. obec) у округу Дунајска Стреда, у Трнавском крају, Словачка Република.

## Географија
Налази се око 23 км сјеверозападно од Дунајске Стреде и око 20 км источно од центра Братиславе. Смјештено у западном дијелу Житног острва, ријечно острво у југозападној Словачкој, које се налази између ријека Дунава, Малог Дунава и Ваха.

## Становништво
| Година:    | 1994. | 2004.   | 2014.   | 2024.   |
| ---------- | ----- | ------- | ------- | ------- |
| Број људи: | 1624  | 1733    | 1756    | 1740    |
| Разлика:   |       | +6,71 % | +1,32 % | -0,91 % |

| Година:    | 2023. | 2024.   |
| ---------- | ----- | ------- |
| Број људи: | 1720  | 1740    |
| Разлика:   |       | +1,16 % |

Према подацима о броју становника из 2011. године насеље је имало 1.771 становника.